# 제6회 청룡영화상
제6회 청룡영화상은 1969년 3월 6일에 열린 시상식이다.

## 수상 및 후보

### 최우수 작품상
- 카인의 후예 - 한국영화주식회사 수상
- 성년한국 - 국립영화제작소 수상

### 감독상
- 카인의 후예 - 유현목 수상

### 남우주연상
- 대원군 - 신영균 수상

### 여우주연상
- 분녀 - 남정임 수상

### 남우조연상
- 카인의 후예 - 박노식 수상

### 여우조연상
- 규방 - 황정순 수상

### 촬영상
- 규방 - 홍동혁 수상
- 시발점(색채) - 정윤주 수상
- 당신(흑백) - 정운교 수상

### 미술상
- 카인의 후예 - 이민순 수상

### 각본상
- 수학여행 - 이상현 수상

### 특별상
- 규방 - 정소영 수상
- 수학여행 - 아역들의 집단연기 수상

### 주제가상
- 당신 - 이명수 수상

### 인기남우상
- 김진규 수상
- 강신성일 수상
- 신영균 수상

### 인기여우상
- 남정임 수상
- 문희 수상
- 윤정희 수상